# The Triumph of Time and Truth
Triumf Času a Pravdy je oratorium od George Friedricha Händela, kterou autor uvedl ve třech různých verzích během své padesátileté kariéry:
- Il trionfo del tempo e del disinganno HWV 46a - italské oratorium z roku 1707,
- revidovaná a rozšířená verze Il trionfo del tempo e della verità, byla uvedena v roce 1737 pod číslem HWV 46b
- The Triumph of Time and Truth (HWV 71) je další rozšířená a revidovaná verze oratoria, která byla v anglické verzi uvedena v roce 1757, patrně již bez velkého vlivu nevidomého a stárnoucího Händela.

## Il trionfo del tempo e del disinganno(HWV 46a)
Il trionfo del tempo e del disinganno bylo Händelovo první oratorium na libreto kardinála Benedetta Pamphiliho. Jeho název ja překládán jako "Triumf Času a Rozčarování" (HWV 46a). Dvoudílné dílo složil autor na jaře 1707. Premiéru mělo v létě téhož roku v Římě. Jeho nejslavnější árie "Lascia la spina" byla později přepracována jako árie "Lascia ch'io pianga" (Nech mě plakat) v jeho opeře Rinaldo z roku 1711.

## Il trionfo del tempo e della verità(HWV 46b)
O třicet let později, kdy autor žil v Anglii a měl na starosti jak anglicky zpívaná oratoria, tak italskou operu, zrevidoval a rozšířil v březnu 1737 "Il trionfo" do třídílného díla pod novým názvem Il trionfo del tempo e della verità (Triumf Času a Pravdy, HWV 46b). Premiéra proběhla 23. března 1737, v následujícím měsíci proběhly tři reprízy a dílo bylo ještě jednou uvedeno v roce 1739.

## The Triumph of Time and Truth(HWV 71)
Zatímco Jephtha (1751) je považován za Händelovo poslední oratorium, třetí revize "Il trionfo" (HWV 71) je datována do března 1757, kdy Isabella Youngová zpívala roli Counsel (Pravdy). Libreto bylo přepracováno do angličtiny (pravděpodobně Händelovým libretistou Thomasem Morellem) a oratorium bylo znovu rozšířeno. V této době byl Händelův zdravotní stav velmi špatný a jeho vliv na podobu tohoto díla (pokud vůbec existoval) je nejistý. Skutečným autorem této úpravy byl pravděpodobně John Christopher Smith mladší.

## Novodobá uvedení
- 2015 Teatro alla Scala. Osoby a obsazení: Radost (Lucia Cirillo), Krása (Martina Janková), Rozčarování (Sara Mingardo), Čas (Leonardo Cortellazzi). Orchestr Teatro alla Scala řídil Diego Fasolis. Záznam provedení z 28. února 2016 uvedl Český rozhlas. [2]